# An-Nur
An-Nur (arab. النور) – wieś w Syrii, w muhafazie Aleppo, w dystrykcie Afrin. W 2004 roku liczyła 201 mieszkańców.